# Néstor Colmenares
Néstor Enrique Colmenares Uzcategui (Caracas, 5 de septiembre de 1987) es un jugador de baloncesto venezolano que pertenece a la plantilla de los Trotamundos de Carabobo
de la Superliga Profesional de Baloncesto de Venezuela. Con 2,03 metros de estatura, juega en la posición de ala-pívot.

## Carrera

### Universidad
Asistió de 2005 a 2007 al Indian Hills Community College, situado en Ottumwa, Iowa, perteneciente a la División I de la NJCAA, y de 2007 a 2010 a la Universidad de Campbellsville, situada en Campbellsville, Kentucky, perteneciente a la División I de la NAIA.

### Profesional
[actualizar]
En junio de 2022 firma por los Trotamundos de Carabobo de la SPB de Venezuela.
[actualizar]
En marzo de 2025 retornó a los Trotamundos de Carabobo de la Superliga Profesional de Baloncesto de Venezuela.

## Selección nacional
Debutó con la selección de baloncesto de Venezuela en el Campeonato FIBA Américas de 2011, celebrado en Mar del Plata, Argentina, donde Venezuela quedó en 5.ª posición.
Jugó 3 partidos con un promedio de 4,7 puntos (62,5 % en tiros de 2 y 100 % en tiros libres), 2 rebotes y 2 asistencias en 8,6 min de media.
Participó en el Campeonato FIBA Américas de 2013, celebrado en Caracas, Venezuela, donde Venezuela quedó en 5.ª posición.
Jugó 6 partidos con un promedio de 4,5 puntos (57,9 % en tiros de 2), 2,7 rebotes y 1 robo en 16,1 min de media.
Participó en el Campeonato Sudamericano de Baloncesto, celebrado en Isla Margarita, Venezuela, donde Venezuela se colgó la medalla de oro tras vencer en la final por 75-64 a la selección de baloncesto de Argentina.
Jugó 5 partidos con un promedio de 10 puntos (73,3 % en tiros de 2) y 4,6 rebotes en 20,2 min de media. Fue el 2.º máximo anotador y reboteador de su selección.
Tuvo el mejor % de tiros de 2 del Campeonato Sudamericano de Baloncesto.
Participó en los Juegos Panamericanos de 2015, celebrados en Toronto, Canadá, donde Venezuela quedó en 7.ª posición, y en el Campeonato FIBA Américas de 2015, celebrado en Ciudad de México, México, donde Venezuela se colgó la medalla de oro tras vencer en la final por 76-71 a la selección de baloncesto de Argentina, clasificándose así para los Juegos Olímpicos de Río de Janeiro 2016.
En los Juegos Panamericanos de 2015 jugó 5 partidos con un promedio de 11,8 puntos (69,2 % en tiros de 2 y 52,4 % en tiros libres), 5,5 rebotes, 1 asistencia y 1 robo en 25,7 min de media. Fue el máximo reboteador, el 2.º máximo anotador y el 5.º máximo asistente de su selección.
Finalizó los Juegos Panamericanos de 2015 con el mejor % de tiros de 2 y fue el 8.º máximo reboteador.
En el Campeonato FIBA Américas de 2015 jugó 10 partidos con un promedio de 9,8 puntos (55,4 % en tiros de 2 y 58,8 % en tiros libres), 6 rebotes, 1,9 asistencias y 1,2 robos en 25,6 min de media. Fue el máximo reboteador, el 2.º máximo anotador y el 4.º máximo asistente de su selección.
Finalizó el Campeonato FIBA Américas de 2015 con el 4.º mejor % de tiros de 2 y fue el 8.º máximo reboteador y el 8.º en robos y en dobles-dobles (1).
Participó en el Campeonato Sudamericano de Baloncesto, celebrado en Caracas, Venezuela, donde Venezuela se colgó la medalla de oro tras derrotar por 64-58 a la selección de baloncesto de Brasil, y en los Juegos Olímpicos de Río de Janeiro 2016, celebrados en Río de Janeiro, Brasil, donde Venezuela quedó en 11.ª posición.
En el Campeonato Sudamericano de Baloncesto jugó 6 partidos con un promedio de 5,8 puntos, 6,8 rebotes, 3,7 asistencias y 2 robos en 19 min de media. Fue el máximo reboteador y el 2.º máximo asistente de su selección.
Finalizó el Campeonato Sudamericano de Baloncesto con el 13.º mejor % de tiros de 2 (35,9 %) y fue el 2.º en robos, el 8.º máximo reboteador y el 9.º máximo asistente.
En los Juegos Olímpicos de Río de Janeiro 2016 jugó 5 partidos con un promedio de 8,4 puntos (66,6 % en tiros de 2), 3,6 rebotes y 2,2 asistencias en 21,2 min de media.
Durante agosto y septiembre de 2023 fue integrante de la selección de Venezuela que participó en el Mundial de 2023 celebrado en Asia, y que finalizó en trigésimo lugar.